# Davis Cleveland
Davis Cleveland (sinh ngày 5/2/ 2002) là một diễn viên, người mẫu, rapper, ca sĩ người Mỹ,được biết đến nhiều nhất với vai Flynn Jones trong loạt phim truyền hình Shake It Up của Disney Channel.

## Đời tư
Davis Cleveland sinh ngày 5/2/ 2002 tại Houston, Texas. Cleveland hiện sống ở Los Angeles. Davis có sở thích học võ, guitar cũng như trượt ván và chơi game Tháng 3/ 2011, Cleveland nói với Tanya Rivero trong chương trình Good Morning America về trải nghiệm trong lúc đóng phim Shake It Up - "It's the best experience ever. It's like Disney World every morning.". Ngoài ra Davis cũng tham gia các hoạt động từ thiện.

## Sự nghiệp diễn xuất
| Năm      | Phim                      | Vai                              | Ghi chú   |
| -------- | ------------------------- | -------------------------------- | --------- |
| 2010-nay | Shake It Up!              | Flynn Jones                      | Vai chính |
| 2010     | Zeke and Luther           | Roy Waffles                      |           |
| 2010     | Hannah Montana (season 4) | Funtopia little boy / Little boy |           |
| 2010     | Good Luck Charlie         | Walker                           |           |
| 2010     | Pair of Kings             | Chauncey                         |           |
| 2009     | Ghost Whisperer           | Tyler Harmon                     |           |
| 2009     | Desperate Housewives      | Jeffrey                          |           |
| 2008     | How I Met Your Mother     | Andy                             |           |
| 2008     | Criminal Minds            | Ricky                            |           |

## Sự nghiệp ca hát
| Năm  | bài hát        | Album          | Ghi chú                          |
| ---- | -------------- | -------------- | -------------------------------- |
| 2011 | "Monster Mash" | Spooky Buddies | Với Adam Irigoyen và Kenton Duty |
| 2011 | "I Am"         | RO•SHON        | Vai phụ                          |

## Giải thưởng
| Năm  | Giải               | Hạng mục                   | Vai | Phim        | Kết quả | Ghi chú |
| ---- | ------------------ | -------------------------- | --- | ----------- | ------- | ------- |
| 2011 | Young Artist Award | Dàn diễn viên trẻ xuất sắc | Flynn Jones (nhận cùng Bella Thorne, Zendaya, Roshon Fegan, Adam Irigoyen, Kenton Duty, Caroline Sunshine) | Shake It Up | Đề cử   | [ 5 ]   |
| 2012 | Young Artist Award | Dàn diễn viên trẻ xuất sắc | Flynn Jones (nhận cùng Bella Thorne, Zendaya, Roshon Fegan, Adam Irigoyen, Kenton Duty, Caroline Sunshine) | Shake It Up | Đề cử   | [ 6 ]   |